# Municipio de Scottville
El municipio de Scottville (en inglés: Scottville Township) es un municipio ubicado en el condado de Macoupin en el estado estadounidense de Illinois. En el año 2010 tenía una población de 333 habitantes y una densidad poblacional de 3,5 personas por km².

## Geografía
El municipio de Scottville se encuentra ubicado en las coordenadas 39°28′38″N 90°5′48″O / 39.47722, -90.09667. Según la Oficina del Censo de los Estados Unidos, el municipio tiene una superficie total de 95.12 km², de la cual 95,08 km² corresponden a tierra firme y (0,04 %) 0,04 km² es agua.

## Demografía
Según el censo de 2010, había 333 personas residiendo en el municipio de Scottville. La densidad de población era de 3,5 hab./km². De los 333 habitantes, el municipio de Scottville estaba compuesto por el 99,7 % blancos, el 0,3 % eran de otras razas. Del total de la población el 0,6 % eran hispanos o latinos de cualquier raza.